# 十里街道 (九江市)
十里街道，是中华人民共和国江西省九江市濂溪区下辖的一个乡镇级行政单位。

## 行政区划
十里街道下辖以下地区：
濂溪社区、赣北商城社区、九江学院社区、九玻纤维厂社区、一建二工区社区、九职社区、七一三厂社区、仪表厂社区、铁四局五处社区、七０七所社区、江塑厂社区、大楼社区、长虹社区、区政府大院社区、十里铺社区、黄土岭社区、二六七队社区、轻机厂社区、动力机厂社区、德化社区、南山社区、花园社区、城南社区、九柴社区、新路岭社区、木樨社区、十里村和螺子山村。